# Alicella gigantea
Genre
Espèce
Alicella gigantea est une espèce de crustacés amphipodes, de la famille des Alicellidae, seul représentant du genre monotypique Alicella. C'est le plus grand amphipode vivant connu, avec une longueur maximale de 340 millimètres, — alors que la majorité de ces minuscules crustacés ne dépasse pas 3 cm de long. Alicella gigantea vivant dans les abysses, il semble être un cas de gigantisme abyssal.
Précédemment inclus dans la famille Lysianassidae, une nouvelle famille, Alicellidae, a été créée en 2008 pour Alicella et cinq genres apparentés. L'espèce ne vit que dans les grandes profondeurs. Les premiers spécimens ont été recueillis à la fin du XIXe siècle dans la plaine abyssale de Madère, les captures qui ont suivi ont été effectuées dans d'autres plaines abyssales de l'Atlantique et le Pacifique, ainsi que de la fosse des Kermadec, dans le Pacifique sud-ouest. Un spécimen a été trouvé dans l'estomac d'un albatros à pieds noirs, mais les scientifiques pensent qu'il était déjà mort avant sa capture.